# 亚历山德鲁·阿塔纳休
亚历山德鲁·阿塔纳休（發音：[alekˈsandru atanaˈsi.u]；1955年1月1日—)， 罗马尼亚政治家和律师。罗马尼亚社会民主党(2001年解散)前领导人，2001年加入社会民主党(PSD)。1999年12月13日拉杜·瓦西里总理被解职后，出任临时总理（12月13日-12月22日）。2007年1月1日，罗马尼亚加入欧盟后，阿塔纳休当选欧洲议会社会民主党议员(属于欧洲社会党)。
阿塔纳休是科学研究的学者，有法律博士学位，在布加勒斯特大学担任教授(自1999年)。1995年他的论文“Legea Asigurărilor Sociale”("The Law on Social Security")获得罗马尼亚科学院的Simion Bărnuţiu奖。

## 生平
阿塔纳休生于布加勒斯特，在格奥尔基·拉泽尔高中（Gheorghe Lazăr High School）就读，后来毕业于布加勒斯特大学法学院。1978年-1982年，他受聘于布加勒斯特上诉法院。
1989年罗马尼亚革命后，加入新创建的社会民主党，1992年首次入选议会议员，被提名为劳动和社会保障委员会主席。1996年在维克托·乔尔贝亚CDR内阁任劳工部长，并在拉杜·瓦西里政府中留任。1999年12月以劳工部长担任9天临时总理，后由穆古尔·伊瑟雷斯库接任总理。
1999年阿塔纳休取代塞尔久·库内斯库（Sergiu Cunescu)担任社会民主党领袖，带领该党并入阿德里安·讷斯塔塞的社会民主党（融合成立了该党）。2000年，他当选罗马尼亚参议院比霍尔县社会民主党议员（2004年连任），主持外交政策委员会。2003 - 2004年阿塔纳西乌还担任讷斯塔塞政府的教育部长（后由埃卡特琳娜·安德罗内斯库接任）。
阿塔纳休已婚，有两个孩子。